# Piet Boon
Piet Boon (Koog aan de Zaan, 1958) is een Nederlands meubel- en interieurontwerper. 

## Ontwerpen
Boon begon zijn loopbaan als aannemer. Samen met Karin Meijn leidt hij een ontwerpstudio, een team van architecten en ontwerpers. Daarnaast ontwikkelt en ontwerpt Piet Boon Studio voor derden nieuwe producten. Kenmerken van zijn stijl zijn strakke lijnen, soberheid en een klemtoon op verticaliteit (hoge deuren, haardopening). Behalve voor beeldhouwwerken in huis, dan werkt hij met ronde vormen.
Boon ontwerpt ook huizen en complete wijken. In 2006 ontwierp hij een drijvende wijk nabij Almere. Ook ontwerpt hij de wijk rond de nieuwe jachthaven aan de Schelphoek in Hoorn. Boon ontwierp in 2006 een limited edition-versie van de auto Range Rover Sport, welke in 2011 een tweede editie kreeg die uitgevoerd was in een gematteerde 'two-tone’ combinatie in Off Black en Piet Boon Grey.

## Erkenning
Boon won in 2005 De Zaanse Ondernemingsprijs, een prijs die jaarlijks wordt uitgereikt door de KvK aan een Zaanse ondernemer.

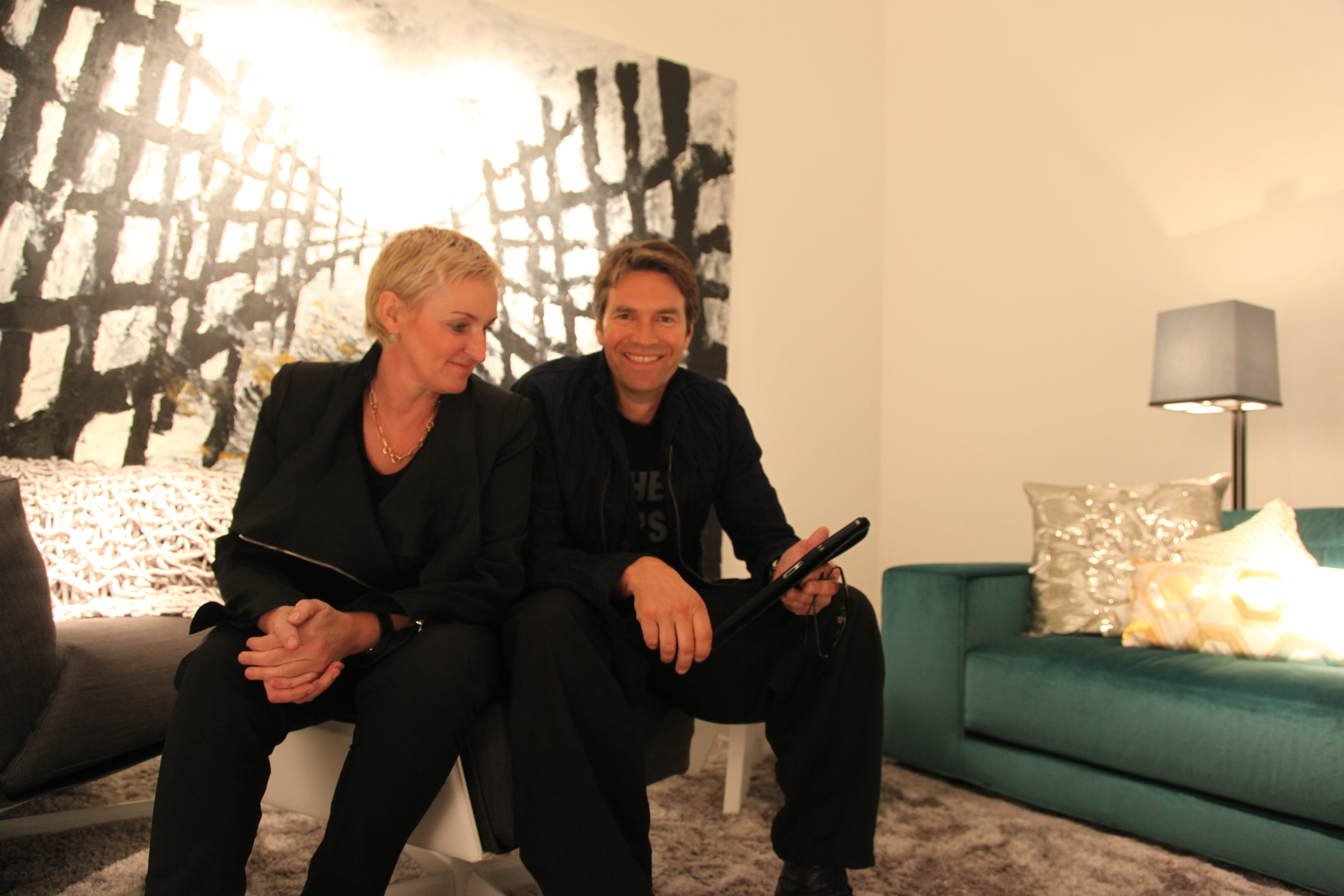
Piet Boon tijdens de Fiera di Milano.